# Becca Miedzo
Becca Miedzo är en bergstopp i Schweiz. Den ligger i distriktet Entremont och kantonen Valais, i den sydvästra delen av landet, 100 km söder om huvudstaden Bern. Toppen på Becca Miedzo är 2 784 meter över havet.